# Formica sinensis
Formica sinensis é uma espécie de formiga do gênero Formica, pertencente à subfamília Formicinae.